# Ophiodoris
Ophiodoris is een geslacht van slangsterren uit de familie Ophionereididae.

## Soorten
- Ophiodoris contrarius Koehler, 1904
- Ophiodoris errans Koehler, 1904
- Ophiodoris francojurassicus (Hess, 1975) †
- Ophiodoris holterhoffi Thuy, Gale, Stöhr & Wiese, 2014 †
- Ophiodoris malignus Koehler, 1904
- Ophiodoris pericalles H.L. Clark, 1911
- Ophiodoris reconciliator Thuy, 2015 †